# Édouard Boulanger
Édouard Boulanger (Nancy, 4 maggio 1979) è un copilota di rally svizzero, con passaporto francese, specializzato nei rally raid, vincitore del Rally Dakar nel 2021 e campione mondiale di rally raid nel 2024.

## Carriera
la sua prima apparizione al Rally Dakar, risalente ai primi anni dieci è nelle moto, con un'Aprilia si ritira anzitempo. Dopo un'estemporanea partecipazione nel 2015, dal 2021 è impegnato costantemente nella manifestazione, sempre in veste di co-pilota. Proprio nel 2021 centra il successo nella manifestazione. Nel 2024, pur cambiando squadra e pilota, vince il Campionato mondiale di rally raid. Si dichiara appassionato di Triathlon, sport che pratica anche come preparazione per le gare di Rally.

## Risultati

### Rally Dakar
| Anno | Classe | Scuderia             | Veicolo                      | Pilota               | Pos. | TV |
| ---- | ------ | -------------------- | ---------------------------- | -------------------- | ---- | -- |
| 2011 | Moto   | Aprilia Racing       |                              | -                    | Rit  | 0  |
| 2015 | Auto   | Overdrive Toyota     | Toyota Hilux                 | Geoff Olholm         | Rit  | 0  |
| 2021 | Auto   | X-raid Mini JCW Team | Mini John Cooper Works Buggy | Stéphane Peterhansel | 1°   | 1  |
| 2022 | Auto   | Audi Q Motorsport    | Audi RS Q e-tron             | Stéphane Peterhansel | 59°  | 1  |
| 2023 | Auto   | Team Audi Sport      | Audi RS Q e-tron             | Stéphane Peterhansel | Rit  | 0  |
| 2024 | Auto   | Team Audi Sport      | Audi RS Q e-tron             | Stéphane Peterhansel | 30°  | 1  |
| 2025 | Auto   | The Dacia Sandriders | Dacia Sandrider              | Nasser Al-Attiyah    | 4°   | 1  |

### W2RC
| Anno | Scuderia                                           | Vettura                                          | 1         | 2       | 3       | 4       | 5       | Pos. | Punti |
| ---- | -------------------------------------------------- | ------------------------------------------------ | --------- | ------- | ------- | ------- | ------- | ---- | ----- |
| 2022 | Overdrive Toyota                                   | Toyota Hilux Overdrive                           | DAK       | ABU     | MAR     | AND 101 |         | 28°  | 5     |
| 2023 | Team Audi Sport                                    | Audi RS Q e-tron                                 | DAK       | ABU     | SON     | DES     | MAR 137 | 25°  | 10    |
| 2024 | Team Audi Sport Nasser Racing The Dacia Sandriders | Audi RS Q e-tron Prodrive Hunter Dacia Sandrider | DAK 2513  | ABU 119 | ULT 115 | DES 219 | MAR 116 | 1°   | 197   |
| 2025 | The Dacia Sandriders                               | Dacia Sandrider                                  | DAK 420+2 | ABU 118 | SUD 910 | ULT     | MAR     |      | 114   |

## Palmarès
- Campionato mondiale di rally raid: 2024
- 1 Rally Dakar: 2021
- 7 Campionati di Francia d'Aviron: 1995, 1996, 1997, 1998, 1999, 2000, 2001
- 3 Abu Dhabi Desert Challenge: 2022, 2024, 2025
- 1 Rally dell'Andalusia: 2022
- 1 BP Ultimate Rally Raid Portugal: 2024
- 1 Rally del Marocco: 2024